# Bruce Cowling
Bruce Cowling (Oklahoma, 30 ottobre 1919 – Los Angeles, 22 agosto 1986) è stato un attore statunitense.

## Biografia
L'attore apparve in venti film, tra cui Il canto dell'uomo ombra (1947), Bastogne (1949), L'imboscata (1950), L'oro delle montagne (1951), Mani in alto! (1953), nei panni di Virgil Earp, e All'inferno e ritorno (1955).
Doppiò diversi personaggi nel programma radiofonico Lone Ranger e fece diverse apparizioni nella serie televisiva Letter to Loretta.

## Filmografia

### Cinema
- Nuvole passeggere (Till the Clouds Roll By), regia di Richard Whorf (1946)
- La morte è discesa a Hiroshima (The Beginning or the End), regia di Norman Taurog (1947)
- Accadde a Brooklyn (It Happened in Brooklyn), regia di Richard Whorf (1947)
- L'isola sulla montagna (High Barbaree), regia di Jack Conway (1947)
- Torbidi amori (Dark Delusion), regia di Willis Goldbeck (1947)
- La cavalcata del terrore (The Romance of Rosy Ridge), regia di Sidney Wagner (1947)
- Il canto dell'uomo ombra (Song of the Thin Man), regia di Edward Buzzell (1947)
- Il pirata (The Pirate), regia di Vincente Minnelli (1948)
- Suprema decisione (Command Decision), regia di Sam Wood (1948)
- Il ritorno del campione (The Stratton Story), regia di Sam Wood (1949)
- Bastogne (Battleground), regia di William A. Wellman (1949)
- L'imboscata (Ambush), regia di Sam Wood (1950)
- L'amante (A Lady Without Passport), regia di Joseph H. Lewis (1950)
- Il passo del diavolo (Devil's Doorway), regia di Anthony Mann (1950)
- La lettera accusatrice (Cause for Alarm!), regia di Tay Garnett (1951)
- L'oro delle montagne (The Painted Hills), regia di Harold F. Kress (1951)
- Donne verso l'ignoto (Westward the Women), regia di William A. Wellman (1951)
- Kociss l'eroe indiano (The Battle at Apache Pass), regia di George Sherman (1952)
- Mani in alto! (Gun Belt), regia di Ray Nazarro (1953)
- I divoratori della giungla (Cannibal Attack), regia di Henry Freulich (1954)
- I giustizieri del Kansas (Masterson of Kansas), regia di William Castle (1954)
- All'inferno e ritorno (To Hell and Back), regia di Jesse Hibbs (1955)

### Televisione
- Letter to Loretta – serie TV, 6 episodi (1954-1956)
- Have Gun - Will Travel – serie TV, episodio 1x31 (1958)
- The Texan – serie TV, episodio 1x22 (1959)